# Brachys guttulatus
Brachys guttulatus es una especie de escarabajo barrenador metálico del género Brachys, categorizada en la tribu Trachyini, de la subfamilia Agrilinae.

## Taxonomía
Fue descrita científicamente por Mannerheim en 1837.
Tratamiento taxonómico
La especie aparece registrada y publicada en Enumération des Buprestides, et description de quelques nouvelles espèces de cette tribu de la famille des Sternoxes, de la collection de M. Le Comte Mannerheim. Bulletin de la Société Impériale des Naturalistes des Moscou 8:1-126. (1837).